# 虎方
虎方，是殷墟甲骨文记载的商朝的方国。其地或说在汉水流域以南，或说在淮水流域。
武丁时曾南征虎方，某年十一月派大将望乘协同率军攻虎方。出征前隆重地祭告祖先，祈求庇护。参加战事的有望乘和舆等，大军经曾（今湖北随州、京山之间）抵长江，再沿江而上经归（今湖北秭归）进击虎方。虎方降服，归顺商朝。直到西周，虎方都与中原王朝有密切联系。《甲骨缀合编》第八片：“贞：命望乘眔（及）舆（屠）虎方，十一月。”周初金文《中方鼎》有“惟王命南宫伐反虎方之年”。